# Reacción de Molisch

Reacción de Molisch

La reacción de Molisch es una reacción que tiñe cualquier carbohidrato presente en una disolución; es llamada así en honor del botánico austríaco Hans Molisch. Mide la presencia de glúcidos en una muestra α-naftol al 5% en etanol de 96°. En un tubo de ensayo a temperatura ambiente, se deposita la solución problema y un poco del solución original.
Polisacáridos y disacáridos se hidrolizan con ácido sulfúrico concentrado hasta monosacáridos que pueden ser deshidratados y se convierten en derivados del furfural o 5-hidroximetil furfural los cuales reaccionan con α-naftol formando un color púrpura violeta.
Esta reacción es general para los hidratos de carbono, pero algunos otros compuestos orgánicos dan también furfural con ácido sulfúrico concentrado.